# Lorisidae
Lorisidae é uma família de primatas estrepsirrinos. Todos os lorisídeos são arbóreos, representados pelos lóris, pottos e angwantibos.
Vivem nos trópicos, na África central e no sul e sudeste asiático.
Sua pele geralmente é cinzenta ou marrom e mais escura no lado superior. Os olhos são grandes e frontais. As orelhas são pequenas e escondidas. Os polegares são opositores e o dedo indicador é curto. O segundo dedo do pé tem uma garra fina, típica da subordem strepsirrhini.  As caudas são curtas ou inexistentes. O comprimento varia de 17 a 40 cm e o peso de 3 a 20 hg, dependendo da espécie.
Eles são diurnos.  Ao contrário dos galagonídeos, têm movimentos e saltos lentos e deliberados. De mãos fortes, não são removidos sem força significativa. A maioria é solitária ou, raramente, vive em grupos pequenos famíliares.
A dieta principal da maioria consiste em insetos, mas consomem também ovos de pássaros e pequenos vertebrados e frutas.
O período de gestação é de quatro a seis meses e dá o nascimento a dois jovens. Dependendo da espécie, são inteiramente maduros dentro de dez a dezoito meses. A expectativa de vida vai até os 20 anos.

## Classificação
- Família Lorisidae
  - Sub-família Perodicticinae
    - Gênero Arctocebus
      - Angwantibo-de-Calabar, Arctocebus calabarensis
      - Angwantibo dourado, Arctocebus aureus

    - Gênero Perodicticus
      - Potto, Perodicticus potto

    - Gênero Pseudopotto
      - Potto falso, Pseudopotto martini

  - Sub-família Lorisinae
    - Gênero Loris
      - Lóris-delgado-vermelho, Loris tardigradus
      - Lóris-delgado-cinzento, Loris lydekkerianus

    - Gênero Nycticebus
      - Lóris-lento-de-Sonda, Nycticebus coucang
      - Lóris-lento-de-Bengala, Nycticebus bengalensis
      - Lóris-pigmeu-lento, Nycticebus pygmaeus
      - Lóris-lento-de-Java, Nycticebus javanicus
      - Lóris-lento-das-Filipinas, Nycticebus menagensis
      - Lóris-lento-de-Bangka, Nycticebus bancanus
      - Lóris-lento-de-Bornéu, Nycticebus borneanus
      - Lóris-lento-do-Rio Kayan, Nycticebus kayan